# Юхары-Ляки
Юхары-Ляки (азерб. Yuxarı Ləki) — село в Юхары-Лякском административно-территориальном округе Агдашского района Азербайджана.

## Этимология
Название происходит от названия посёлка Ляки (происходит от названия племени «ляк») и слова «юхары» (верхний). В переводе на русский — Верхние Ляки.

## История
Первые упоминания села датируются началом XX века.
В 1926 году согласно административно-территориальному делению Азербайджанской ССР село относилось к дайре Ляки Геокчайского уезда.
После реформы административного деления и упразднения уездов в 1929 году был образован Орталякский сельсовет в Агдашском районе Азербайджанской ССР.
Согласно административному делению 1961 и 1977 года село Юхары Ляки входило в Орта-Лякский сельсовет Агдашского района Азербайджанской ССР.
В 1999 году в Азербайджане была проведена административная реформа и был учрежден Орта-Лякский муниципалитет Агдашского района, объединивший в себе Юхары-Лякский и Орта-Лякский административно-территориальные округи.

## География
Юхары Ляки расположены на берегу реки Турианчай.
Село находится в 2 км от центра муниципалитета Новый, в 14 км от райцентра Агдаш и в 251 км от Баку. Ближайшая железнодорожная станция — Ляки.
Село находится на высоте 19 метров над уровнем моря.

## Население
| Численность населения | Численность населения | Численность населения | Численность населения |
| 1981                  | 1989                  | 1999                  | 2009                  |
| --------------------- | --------------------- | --------------------- | --------------------- |
| 2173                  | ↗2500                 | ↗3235                 | ↗3443                 |

В советское время население занималось хлопководством, хлеборобством, животноводством и коконоводством.

## Климат
| Показатель                                                                                      | Янв. | Фев. | Март | Апр. | Май  | Июнь | Июль | Авг. | Сен. | Окт. | Нояб. | Дек. | Год  |
| ----------------------------------------------------------------------------------------------- | ---- | ---- | ---- | ---- | ---- | ---- | ---- | ---- | ---- | ---- | ----- | ---- | ---- |
| Средний суточный максимум, °C                                                                   | 7,0  | 8,3  | 12,4 | 20,4 | 25,4 | 29,9 | 33,4 | 32,3 | 27,9 | 21,3 | 14,3  | 9,1  | 20,1 |
| Средняя температура, °C                                                                         | 3,0  | 4,2  | 7,9  | 14,6 | 19,5 | 24,0 | 27,1 | 26,1 | 22,1 | 16,2 | 10,1  | 5,1  | 15,0 |
| Средний суточный минимум, °C                                                                    | −1   | 0,2  | 3,5  | 8,9  | 13,7 | 18,1 | 20,9 | 19,9 | 16,4 | 11,1 | 6,0   | 1,2  | 9,9  |
| Норма осадков, мм                                                                               | 23   | 27   | 31   | 41   | 54   | 41   | 21   | 24   | 25   | 52   | 31    | 26   | 396  |
| Источник: https://en.climate-data.org/asia/azerbaijan/agdas-rayonu/yxar%C4%B1-l%C9%99ki-954998/ |      |      |      |      |      |      |      |      |      |      |       |      |      |

Среднегодовая температура воздуха в селе составляет +15,0 °C. В селе семиаридный климат.

## Инфраструктура
В советское время в селе располагались восьмилетняя школа, библиотека, медицинский пункт.
В селе расположены почтовое отделение, школа, медицинский пункт, библиотека.